# Northview
『northview』（ノースビュー）は、日本のポップ・ロックバンドMONKEY MAJIKが2020年2月26日に発売した通算12枚目（メジャー10枚目）のオリジナルアルバム。

## 概要
前作『enigma』から1年11ヶ月ぶりとなるフルアルバム。本作は2005年から約5年程の間隔で発売されてきた「view」シリーズの最終章となっている。「ルーツ」がテーマ。MaynardとBlaiseの故郷であるカナダで制作された。
発売前より、3週連続で収録曲の先行配信と4週連続でYouTubeでのコンテンツ配信が行われた。
MV・ドキュメンタリー映像付き限定盤（CD+Blu-ray、CD+DVD）、通常盤（CDのみ）の3形態で発売。

## 収録曲
1. Please Don't Stop The Music
  - 2月5日から先行配信された。
  - 20周年の始まりを祝うようなアップチューン[1]。
  - 東北 Honda Cars 『決算 Honda「Don't Stop Honda Cars」篇』 CMソング
2. Bitten By You
  - 配信限定シングル。
  - アニメ映画『スプーキッズ ザ・ムービー』主題歌
3. Tunnel Vision
  - 80年代のサウンドを意識して作られた曲[1]。
4. Golden Road
  - 本作のリードトラック。2月5日から先行配信された。
  - 制作の終盤で完成した、バンド20周年の歩みをテーマにしている壮大なバラード[1]。
  - PVが二種類制作されている。レコーディング風景を写したものと公式PVがあり、前者は2月12日に、後者は2月19日にYouTubeにて公開された。
  - 本作のBlu-rayおよびDVDには公式PVが収録されている。
5. Amazing
  - 2月12日から先行配信された。
  - あるパラクライマーの動画を見て、その時の心情を表したアカペラの様なコーラスワークが特徴的な曲[1]。
6. I Need Your Love
  - ファンに対しての感謝をストレートに綴った曲[1]
  - 東北 Honda Cars 『つながる Honda Cars篇』 CMソング
7. Metamorphose
  - 2月19日から先行配信された。
  - 「このままでいいのか？」という思いをストレートに表現した曲[1]。
8. Don't Look Back
  - お伽話を彷彿させる様な歌詞が特徴的な曲[1]。
9. Into The Night
  - カナダで一から制作された曲。
  - 当初は、60年代のカントリー調の構成を計画していたが、後にドラムとベースが加わった[1]。
  - 日本赤十字社 北海道赤十字献血センター CMソング
10. Walk Alone
  - 2月12日から先行配信された。
  - 80年代のメタルバンドのバラードを元にした曲[1]。

初回限定盤映像
1. 「Golden Road」 Music Video
2. 「Bitten By You (feat. Spookiz The Movie)」 Music Video
3. northview : A MONKEY MAJIK Documentary